# Miracle Warriors: Seal of the Dark Lord
Miracle Warriors: Seal of the Dark Lord (覇邪の封印?, Haja no Fuuin) è un videogioco di ruolo sviluppato nel 1986 da Kogado Studio.
Originariamente pubblicato su NEC PC-8801, il videogioco ha ricevuto conversioni per numerose piattaforme, comprese MSX e Famicom, sebbene la versione prodotta da SEGA per Sega Master System sia l'unica commercializzata al di fuori del Giappone.